# Ród Antonii
Ród Antonii (oryg. Antonia) – holendersko-belgijsko-brytyjski komediodramat z 1995 roku w reżyserii Marleen Gorris, która była również autorką scenariusza. Zdjęcia kręcono w Belgii (m.in. Wolny Uniwersytet Brukselski, zamek w Leignon).
Obraz zdobył nagrodę publiczności na MFF w Toronto. Otrzymał również Oscara dla najlepszego filmu nieanglojęzycznego jako drugi w historii reprezentant Holandii i pierwszy tytuł wyreżyserowany przez kobietę.

## Opis fabuły
Film opisuje życie Antonii, które wspomina ona przed śmiercią. Akcja filmu toczy się w przeciągu 40 lat. Kobieta po zakończeniu II wojny światowej wróciła wraz ze swoją córką do wsi, w której się urodziła, by zobaczyć umierającą matkę. Antonia pozostaje i postanawia przejąć rodzinną farmę. Po trudnych początkach zdobywa zaufanie mieszkańców wioski, zaprzyjaźnia się z pustelnikiem, przygarnia wiejskiego głupka i daje schronienie niepełnosprawnej umysłowo dziewczynie zgwałconej przez brata. Tworzy w wiosce prawdziwie matriarchalną społeczność.

## Obsada
- Willeke van Ammelrooy – Antonia
- Els Dottermans – Danielle
- Jan Decleir – rolnik Bas
- Victor Löw – Harry
- Johan Heldenbergh – Tom
- Dora van der Groen – Allegonde
- Veerle van Overloop – Thérèse
- Esther Vriesendorp – Thérèse w wieku 13 lat
- Carolien Karthaus – Thérèse w wieku 6 lat
- Thyrza Ravesteijn – Sarah